# Polska Szkoła Średnia im. Ity Kozakiewicz w Rydze
Polska Szkoła Średnia im. Ity Kozakiewicz w Rydze (łot. Rīgas Itas Kozakēvičas Poļu vidusskola) – szkoła średnia w Rydze na Łotwie, działająca w systemie bilingwalnym, jedyna polska szkoła w tym mieście. 

## Historia i współczesność
Szkoła polska w Rydze odwołuje się do tradycji szkolnictwa polskiego w międzywojennej Łotwie, gdy w Rydze działała Miejska Polska Szkoła Średnia finansowana przez stołeczny samorząd. Szkołą kierował pedagog i działacz polskiej mniejszości narodowej Józef Mierzwiński. Po likwidacji demokracji parlamentarnej na Łotwie przez reżim Ulmanisa w Rydze powstało Państwowe Gimnazjum Polskie o profilu humanistycznym, którego dyrektorem został nauczyciel języka łotewskiego i poeta Antons Bārda.
W czasach sowieckich polska szkoła w stolicy Łotewskiej SRR działała jedynie przez krótki okres i została zamknięta w 1949 roku. 21 sierpnia 1991 roku doszło do odrodzenia Polskiej Szkoły Średniej w Rydze. Nowo otwarta placówka otrzymała imię Ity Kozakiewicz, polskiej działaczki społecznej i politycznej na Łotwie, byłej posłanki do Rady Najwyższej, która opowiedziała się za niepodległością kraju od Związku Sowieckiego. Dyrektorką szkoły została Maria Puzyna-Fominowa, kierując nią do swej śmierci w grudniu 2015 roku. Później dyrektorstwo szkoły objął były wykładowca Łotewskiej Akademii Kultury Krzysztof Szyrszeń, odwołany z tego stanowiska w listopadzie 2021, jak sam zaznaczył, z powodów politycznych. Ambasada RP w Rydze zaprzeczyła tej wersji wydarzeń.
Nową dyrektorką szkoły została Terēza Dinula. Wg stanu na 2018 rok w placówce  uczyło się ok. 360 dzieci z rodzin polskich, rosyjskich, łotewskich i mieszanych etnicznie. Szkoła oferuje naukę w trybie bilingwalnym, w językach polskim i łotewskim. Są w niej zatrudnieni zarówno pedagodzy miejscowi, jak i przesłani przez Ośrodek Rozwoju Polskiej Edukacji za Granicą w Warszawie.